# Osiedle Oświecenia (Poznań)
Osiedle Oświecenia – osiedle mieszkaniowe, a jednocześnie jednostka obszarowa Systemu Informacji Miejskiej (SIM), należąca do większej jednostki obszarowej Rataje, położona na terenie jednostki pomocniczej miasta Osiedle Rataje w Poznaniu.

## Zabudowa
Zabudowę osiedla stanowi piętnaście bloków mieszkalnych, wybudowanych techniką wielkiej płyty, pięciokondygnacyjnych, jeden jedenastokondygnacyjny gwarowo nazywany "deską" oraz trzy wysokościowce osiemnastokondygnacyjne. Na osiedlu znajduje się pawilon handlowy, siedziba Ratajskiej Telewizji Kablowej i park, tzw. "Park przy Osiedlu Oświecenia".
Osiedle graniczy z osiedlami: Jagiellońskim i Powstań Narodowych.

## Historia
Pierwsze budynki mieszkalne osiedla oddano do użytku w 1973. 19 lipca 1984 otwarto filię Biblioteki Raczyńskich. 9 lutego 1985 otwarto tu filię Poznańskiego Teatru Lalki i Aktora (premierową sztuką był Diabelski gwizd Macieja K. Tondery w reżyserii Mieczysława Abramowicza).

## Znani mieszkańcy
Znanymi mieszkańcami osiedla byli: Jerzy Bogdanowski dziennikarz telewizyjny i radiowy, współtwórca Ratajskiej Telewizji Kablowej i Krystyna Łybacka polityk i doktor nauk matematycznych oraz nauczycielka akademicka na Politechnice Poznańskiej, mieszkała pod nr 93.

## Ulice[7][8]
Granice osiedla/obszaru SIM wyznaczają ulice:
- Dolska
- Piłsudskiego
- Inflancka
- Bolesława Krzywoustego (Estakada nad doliną Obrzycy)

Przez osiedle przebiega ulica Śremska.

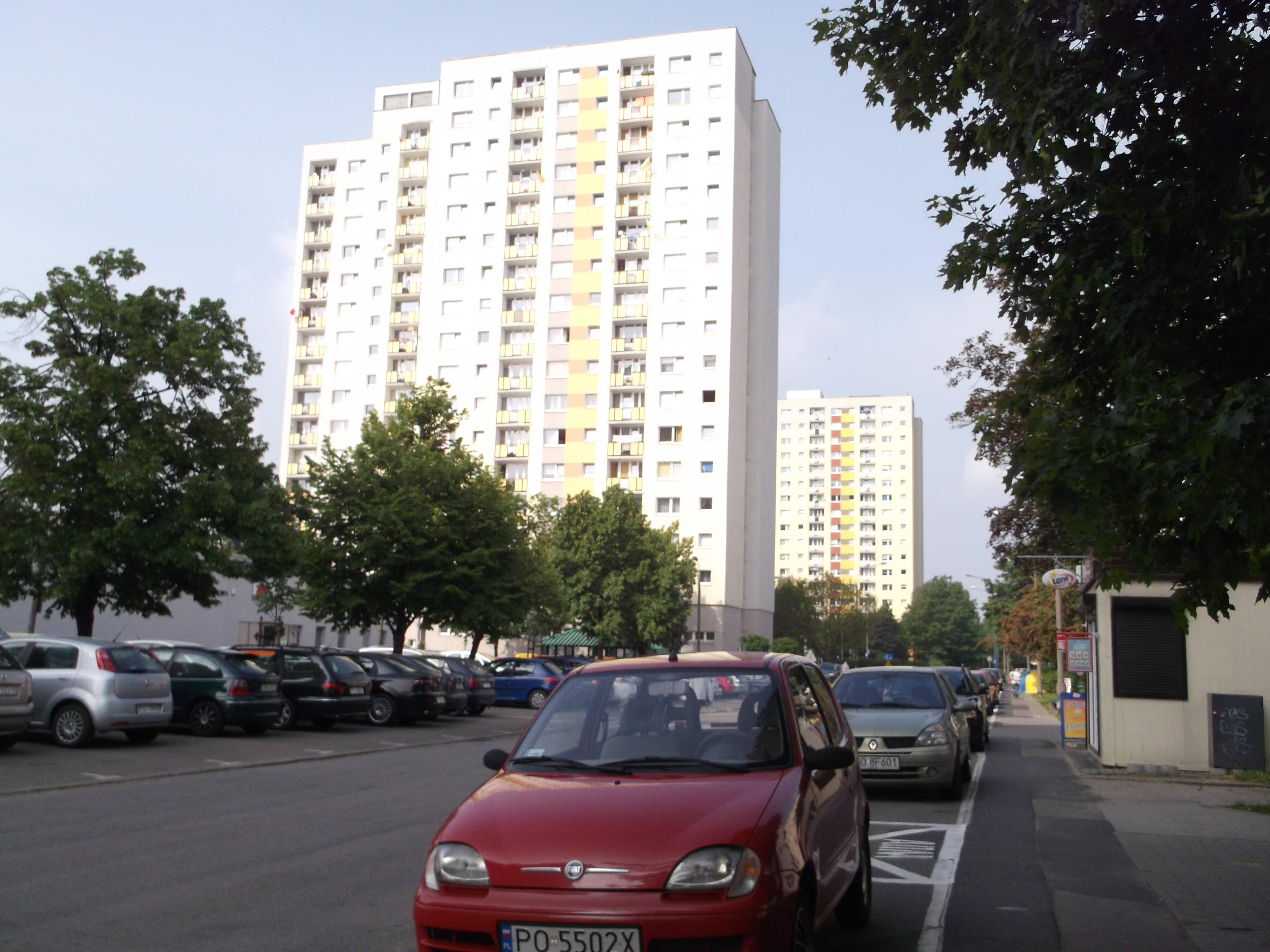
Ulica Śremska w kierunku krzyżówki z ulicą Piłsudskiego (2016)
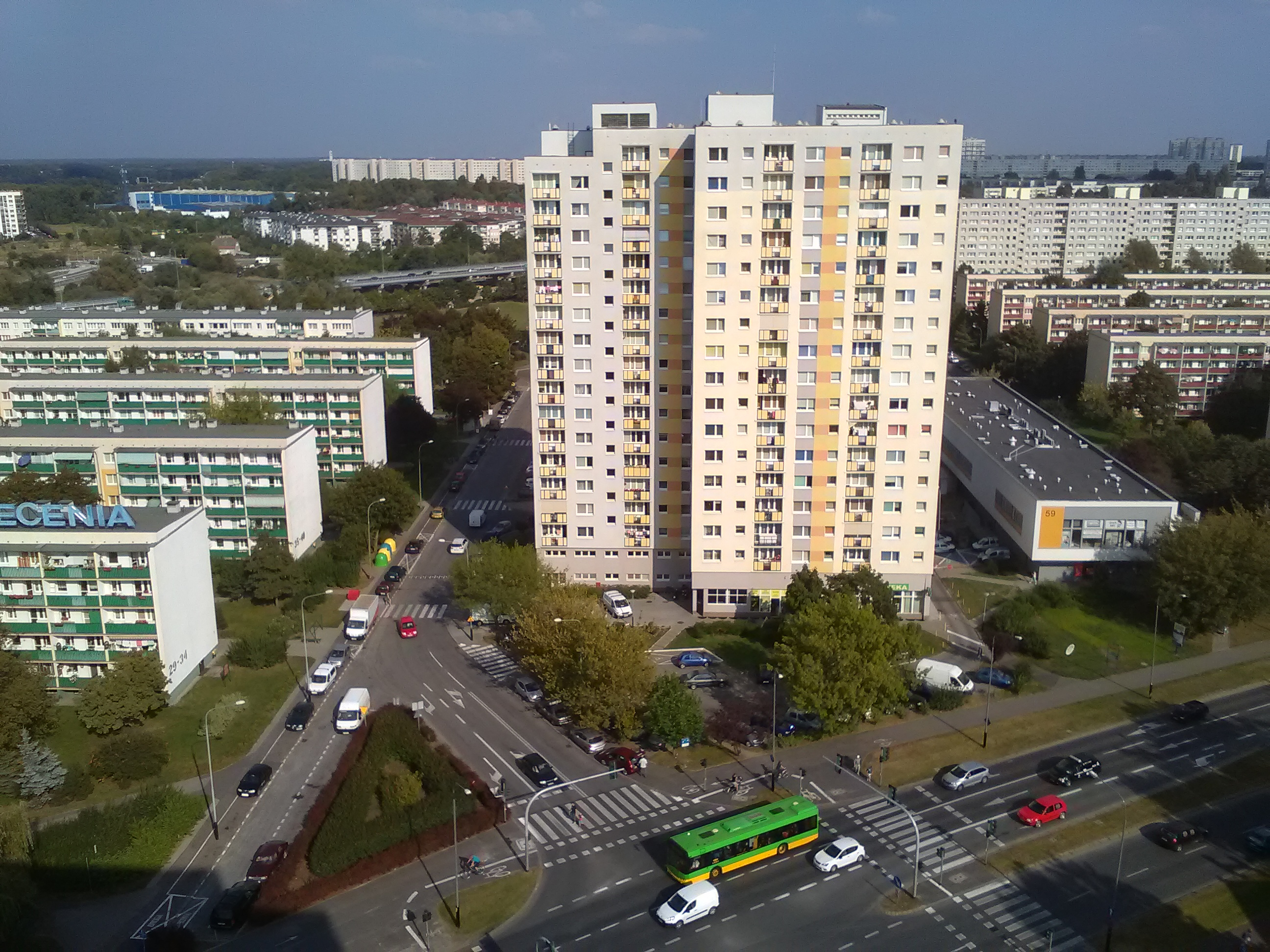
Skrzyżowanie ulicy Śremskiej z ulicą Piłsudskiego
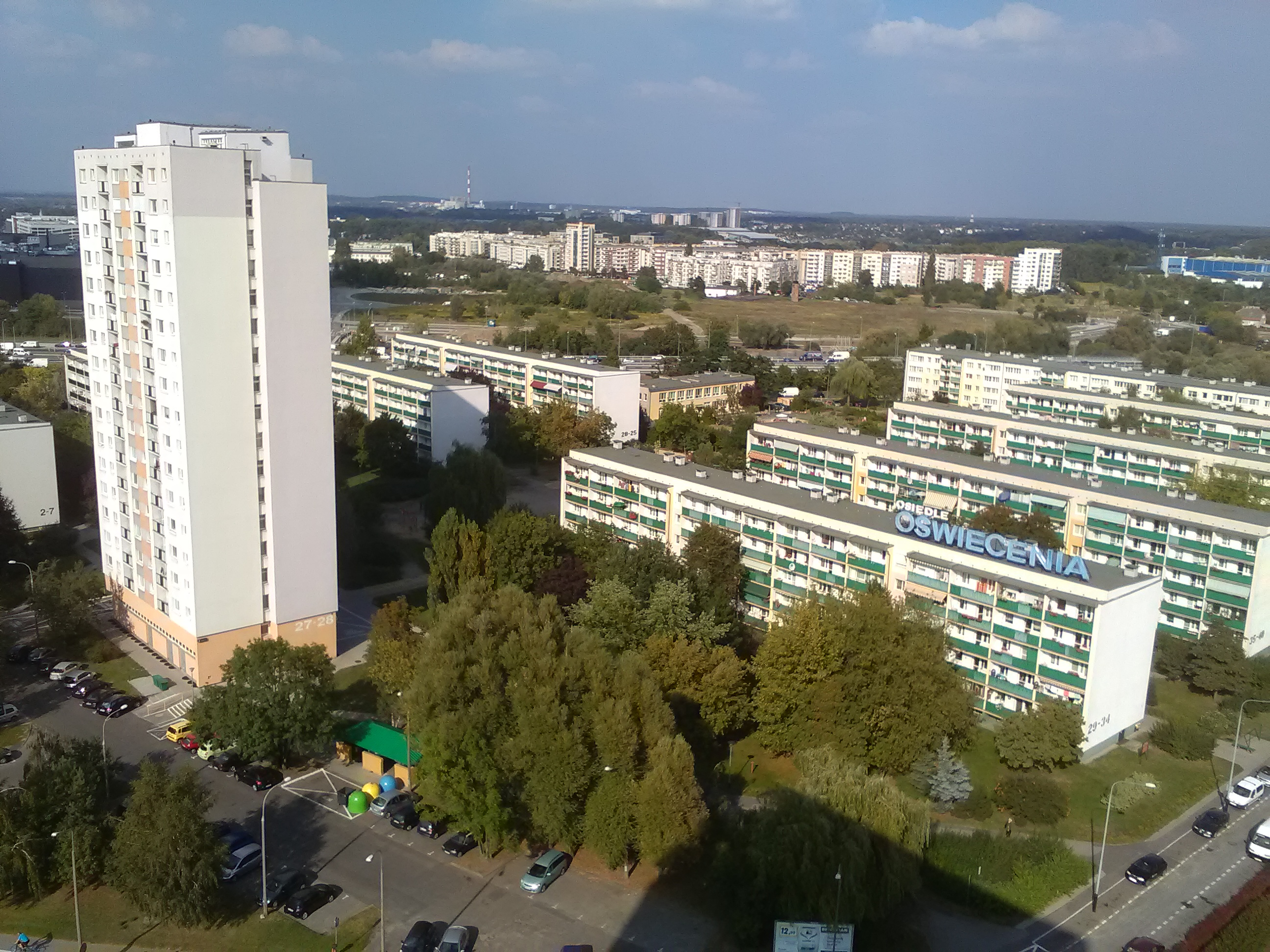
Widok na osiedle Oświecenia i ulicę Śremską, daleko w tle osiedle Polanka (2016)
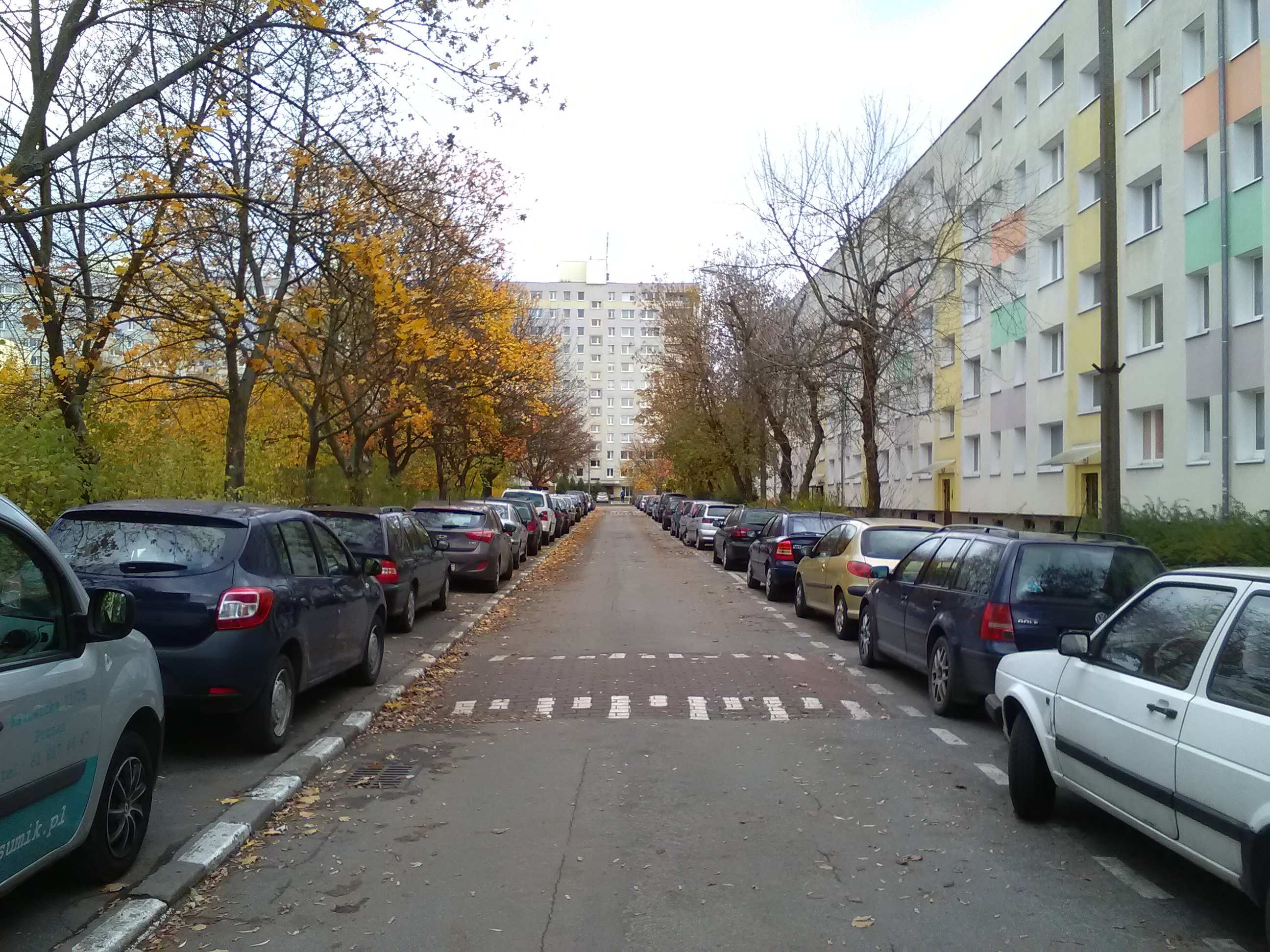
Ulica Śremska, po prawej stronie blok mieszkalny nr 104-112
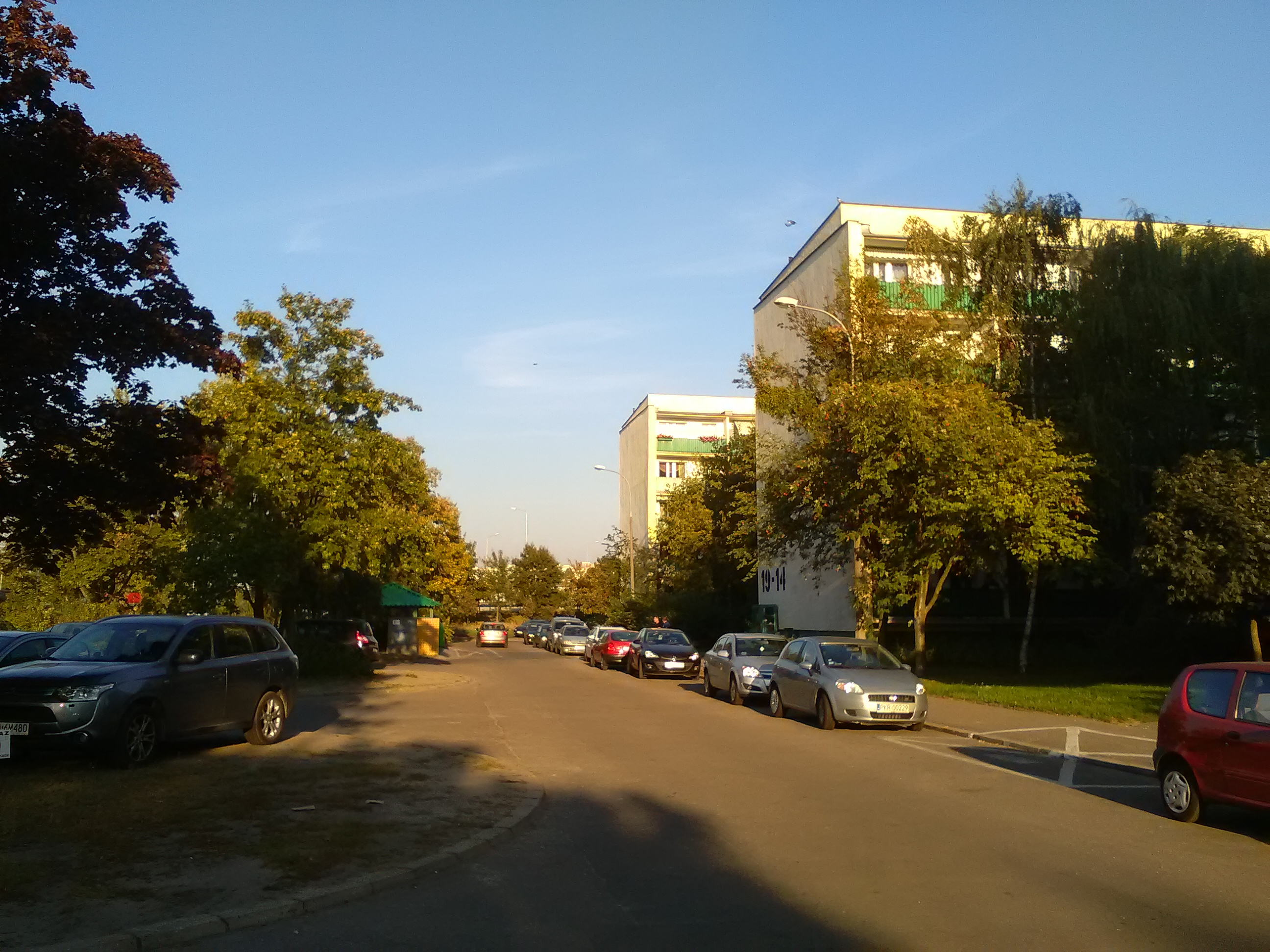
Ulica Dolska

## Handel
- Sklep spożywczy „Sezam” (dawna nazwa: Supersam) należący do sieci handlowej Społem[9].

## Gastronomia
Na osiedlu pod numerem 60 mieści się restauracja Sky Pizza - Rataje.

## Oświata

### Przedszkole
- Przedszkole „Bolka, Lolka i Toli”[11]

### Szkoły
- Szkoła podstawowa nr 19 im. Stanisława Staszica[12]
- Społeczna szkoła podstawowa nr 4 STO[13]

## Kultura
- Filia nr 2 Biblioteki Raczyńskich posiadająca ok. 44 tysięcy woluminów, czasopisma i multimedia oraz dostęp do Internetu[14].

## Komunikacja
Osiedle Oświecenia posiada połączenie komunikacyjne MPK autobusowe linii dziennych: 152, 162, 166, 181, 196 i nocnych: 212, 222 (przystanki: Piłsudskiego i Osiedle Oświecenia na ulicy Piłsudskiego), a także linii miejskiej 154, linii podmiejskich: 431, 432, 435, 501, 502, 503, 511, 512, 560, 561 i nocnych: 220 (przystanek Osiedle Jagiellońskie na ulicy Bolesława Krzywoustego).